# ᶋ
ᶋ, appelé ech crochet palatal ou ech hameçon palatal, est une lettre latine qui était utilisée dans l'alphabet phonétique international, rendu obsolète en 1989, lors de la convention de Kiel.

## Utilisation
La lettre ᶋ était utilisée pour représenter une consonne fricative alvéolaire sourde palatalisée, officiellement adopté dans l’alphabet phonétique international en 1928 lorsque le crochet palatal est adopté pour représenter la palatalisation.
Après 1989, la lettre est remplacée par [ʃʲ], la palatalisation étant délors indiquée à l’aide de la lettre j en exposant au lieu de l'hameçon palatal.
Hans Kurath utilise le ᶋ dans le Handbook of the linguistic geography of New England publié en 1939 et dans le Linguistic Atlas of New England.
Le ᶋ a notamment été utilisé dans un cours de russe parlé de S. C. Boyanus et N. B. Jopson publiée en 1939 ou une description de prononciation russe de Boyanus publiée en 1955, dans certains mots avec сч, зч ou щ transcrit [ᶋʧ] ou [ᶋᶋ] – [ʃʲt͡ʃ] ou [ʃʲʃʲ] avec l’API standard.
Il a aussi été utilisé dans la grammaire lituannienne de Vytautas Ambrazas publiée en anglais en 1997 par exemple dans la transcription de miškè [ᶆɩˈᶋᶄɛ] – [mʲɪˈʃʲkʲɛ] avec l’API standard.

## Représentations informatiques
L’ech crochet palatal peut être représenté avec les caractères Unicode suivants : 
- précomposé (Latin étendu – extensions phonétiques – supplément, diacritiques) :

| formes    | représentations | chaînes de caractères | points de code | descriptions                                |
| --------- | --------------- | --------------------- | -------------- | ------------------------------------------- |
| minuscule | ᶋ               | ᶋ                     | U+1D8B         | lettre minuscule latine ech crochet palatal |

- avant l’ajout de U+1D8B à Unicode 4.1 en 2005, décomposé (Alphabet phonétique international, diacritiques)

| formes    | représentations | chaînes de caractères | points de code | descriptions                                            |
| --------- | --------------- | --------------------- | -------------- | ------------------------------------------------------- |
| minuscule | ʃ̡               | ʃ◌̡                    | U+0283 U+0321  | lettre minuscule latine ech diacritique crochet palatal |